# Hjalmar Johan Fredrik Procopé
Hjalmar Johan Fredrik Procopé (né le 8 août 1889 à Stockholm et mort le 8 mars 1954 à Helsinki) est un homme politique et diplomate finlandais,,. 

## Biographie
Hjalmar Procopé devient étudiant en 1907. Il étudie le droit obtenant une licence en droit en 1913 et une maîtrise en administration en 1914. Il obtient le grade de juge suppléant en 1916. 
De 1915 à 1922, Hjalmar Procopé est avocat à Helsinki.

## Carrière politique
Hjalmar Procopé est député du Parti populaire suédois de Finlande pour la Circonscription d'Uusimaa du 1er avril 1919 au 4 septembre 1922  puis du 1er mai 1924 au 9 mars 1926.
Hjalmar Procopé est ministre des Affaires économiques et de l'Emploi des gouvernements Erich (19.08.1920–09.04.1921) et Cajander II (19.01.1924–31.05.1924).
Il est ministre des Affaires étrangères des gouvernements Ingman II (31.05.1924–31.03.1925), Sunila I (17.12.1927–22.12.1928), Mantere (22.12.1928–16.08.1929), Kallio III (16.08.1929–04.07.1930) et Svinhufvud II (04.07.1930–21.03.1931)

## Reconnaissance
- Docteur honoris causa de l'Université de Rochester, 1940[4]